# Jardins de l'hôtel de ville (Le Havre)
Les jardins de l'hôtel de ville du Havre s'étendent au sud de l'Hôtel de ville du Havre. Ces jardins ont été dessinés personnellement par l'architecte et urbaniste Auguste Perret. Ils occupent la majeure partie de la place de l'hôtel de ville dont les dimensions sont imposantes (280 × 250 mètres). Ils sont agrémentés de quelque 22 500 plantes.

## Histoire
Les premiers jardins datent des années 1850 lorsque le nouvel hôtel de ville du Havre est construit dans le centre. Dessinés par Louis Lemaître, ils sont très appréciés des Havrais. Une orangerie est ajoutée en 1870, puis un kiosque à musique en 1897. Ce dernier est remplacé par une statue du roi François Ier et une fontaine après la Première Guerre mondiale. Les jardins sont détruits par les bombardements anglais de septembre 1944. Ils sont réaménagés par Auguste Perret et ceux que l'on peut voir aujourd'hui datent de 1990. Les treillages en bois exotique ont été démontés en 2010.

## Les jardins aujourd'hui
La partie sud des jardins est dominée par une fontaine monumentale et un jardin aquatique orné de sculptures métalliques représentant des oiseaux réalisées par Jean-Pierre Lartisien ,. Les allées s'ouvrent entre des parterres géométriques de fleurs. La perspective donne sur la rue de Paris.
Le centre des jardins est orné de statues : mémorial « Souviens-Toi » (1974 et 1990) œuvre en bronze de Henri-Georges Adam ; statue de Gabriel Guerin ; stèle de Jean Maridor. La partie nord, près de l'hôtel de ville, est dominée par une large dalle en béton et un grand bassin. Côté ouest, se trouve un parc pour enfants.